# Зайков, Лев Николаевич
Лев Никола́евич Зайко́в (3 апреля 1923, Тула, РСФСР, СССР — 7 января 2002, Санкт-Петербург, Россия) — советский государственный и партийный деятель, член Политбюро ЦК КПСС, секретарь ЦК КПСС. Герой Социалистического Труда.

## Биография
Родился в семье рабочего. Трудовой путь начал в 1940 году учеником лекальщика на заводе в Ленинграде. В годы Великой Отечественной войны работал слесарем-лекальщиком на оборонных предприятиях. Трижды убегал на фронт, но каждый раз его возвращали.
Затем начальник группы, мастер, старший мастер, заместитель начальника и начальник цеха, начальник производства на заводах Москвы и Ленинграда. В 1963 году окончил Ленинградский инженерно-экономический институт. С 1961 года — директор завода, генеральный директор производственно-технического объединения, с 1974 года — генеральный директор научно-производственного объединения «Ленинец» в Ленинграде.
С 21 июня 1983 по 8 июля 1985 года — первый секретарь Ленинградского обкома КПСС. Произвёл хорошее впечатление на Генерального секретаря ЦК КПСС М. С. Горбачёва, совершившего первую поездку в Ленинград (15—18 мая 1985 года). Сумел в выгодном для себя свете преподнести экономическую программу области, продемонстрировал личную активность и напористость, воодушевление ленинградцев в связи с избранием молодого генсека.
С 1 июля 1985 по 13 июля 1990 года — секретарь ЦК КПСС, одновременно в 1987—1989 годах — первый секретарь Московского горкома КПСС (после отставки Бориса Ельцина). В 1986—1990 годах — член Политбюро ЦК КПСС. В 1989—1990 годах — заместитель председателя Совета обороны СССР. В 1990 году покинул этот пост и стал пенсионером союзного значения. До января 1992 года входил в Группу генеральных инспекторов Министерства обороны СССР.
Член ЦК КПСС (1981—1990). Депутат Совета Союза Верховного Совета СССР 10—11 созывов (1979—1989) от Ленинграда. Депутат Верховного Совета РСФСР (1975—1980). Член Президиума Верховного Совета СССР (1984—1986 и 1988—1989). Народный депутат СССР в 1989—1991 годах.
В конце 1997 года вернулся в г. Санкт-Петербург. В 1997—2002 годах — советник президента Холдинговой компании «Ленинец».
Похоронен на Серафимовском кладбище в Санкт-Петербурге.
Жена — Лидия Ивановна. Внук Лев.

## Награды и звания
- Герой Социалистического Труда (1971)
- Награждён тремя орденами Ленина и другими наградами
- Лауреат Государственной премии СССР (1975)
- Памятная медаль за участие в создании самолёта Ан-22[1]